# Gabriel Morcillo
Gabriel Morcillo Raya (Granada, 18 de febrero de 1887 – Granada, 22 de diciembre de 1973) fue un pintor español.

## Biografía y obra
Inició su formación artística en el ámbito familiar en el taller de bordado de su tía Paquita Raya y en la Escuela de Bellas Artes de Granada con los maestros Miguel Vico Hernández y José de Larrocha González. En el año 1907 se trasladó temporalmente a Madrid para continuar sus estudios como discípulo de Cecilio Plá, pero por motivos económicos debió regresar a Granada. En 1910 se le concedió  una beca de la Diputación Provincial que le permitió continuar su interrumpida formación en Madrid, ciudad en la que permaneció hasta 1914.
Tras su regreso a Granada, ingresó como académico numerario en la Real Academia de Bellas Artes de San Fernando, Real Academia de Bellas Artes de Granada y la de Málaga. En 1918 obtuvo una beca para la Academia de Pintura de Roma a la que renunció, iniciando entonces una etapa de aislamiento atípica en otros pintores de su clase. En 1927 accedió por oposición a una plaza de profesor de Pintura Decorativa y Figura del Natural en la Escuela de Artes y Oficios de Granada que ya venía ejerciendo como interino desde 1922.
Su obra  está compuesta principalmente por paisajes y retratos en los que tiene gran influencia el orientalismo y la sensualidad. Alcanzó gran éxito en exposiciones realizadas en Nueva York, Buenos Aires o Venecia. 
 Algunos de sus lienzos pueden contemplarse en el Museo de Bellas Artes de Granada, como el titulado El enano de Puerto Real (1916). En 1934 tuvo una fuerte polémica con José Guerrero, quien siendo entonces su alumno se vio obligado a abandonar la Escuela.

## Seguidores
Fue maestro e influyó en la obra de otros destacados pintores, entre ellos Miguel López Aguilera, Rafael Revelles o Fernando González y Antonio García Carrillo

## Distinciones
- Medalla de Plata de la Cruz Roja.
- Gran Cruz de la Orden de Alfonso X el Sabio (1951).
- Hijo adoptivo de Quéntar.